# Kim Kwang-lim
Kim Kwang-lim oder auch Kim Kwang-rim (* 21. September 1929 in Wŏnsan, Hamgyŏng-namdo; † 9. Juni 2024) war ein südkoreanischer Lyriker.

## Leben
Kim Kwang-lim wurde am 21. September 1929 in Wŏnsan, Hamgyŏng-namdo geboren. Kim besuchte die Wŏnsan Mittelschule und nach seinem Umzug in den Süden Koreas schloss er sein Studium der Literatur an der Kukhak Universität ab. Er veröffentlichte 1966 das Werk Zeitgenössische Dichtkunst (현대시학) und erhielt dafür den „Preis der Koreanischen Dichtervereinigung“ und den „Literaturpreis der Republik Korea“. Papierschiebetür (문풍지) – 1948 in der „Yonhap sinmun“ – und Rose (장미) – in Gedichte des Koreakrieges (전시한국문학선시편) 1955 – waren die ersten Gedichte von Kim, die veröffentlicht wurden. Seine literarische Karriere begann offiziell 1957, als er gemeinsam mit Kim Chong-sam und Chŏn Pong-gŏn die Gedichtsammlung Krieg und Musik und Hoffnung und.. (전쟁과 음악과 희망과) veröffentlichte.
Seine frühen Gedichte fließen förmlich über vor Schmerz und Leid, die er in Folge des Koreakrieges erdulden musste. Nach dem Waffenstillstandsabkommen von 1953 bekundeten Kims Gedichte weniger Interesse an Angelegenheiten wie Krieg oder koreanischer Gesellschaft, dahingegen ein gesteigertes Interesse an der Schilderung von Phänomenen, fokussiert auf visuelle Metaphorik.
Der Veröffentlichung seines zweiten Sammelbandes Der helle Schatten der Vorstellung (심상의 밝은 그림자) 1962 folgend konzentrierte er sich auf das Konzept der perfekten, reinen Abbildung. Er befreite seine Werke von jeglicher Abstraktion und suchte eine Ästhetik, die das Bild isoliert und von seinen externen semantischen Verbindungen löst.
In den siebziger Jahren begann Kim Elemente des Sŏn-Buddhismus in seine Werke einfließen zu lassen. Dies war der Höhepunkt der Bemühungen des Dichters, prosaische Elemente und Abstraktion aus seinen Gedichten zu streichen und das bloße, unversperrte Bild zu isolieren. Kim war sehr darauf fixiert, die poetische Schilderung eines Bildnisses perfekt zu realisieren und ein tiefgründiges Bewusstsein desselben zu erschaffen, was seine Werke in eine neue, metaphysische Ebene versetzt. Nach der Veröffentlichung seines Werkes Der Vogel, der aus Sprache gemacht ist (언어로 만든 새) 1979 bemühte sich Kim erneut die Grenzen von Sprache zu brechen und bis zum äußersten zu spannen, indem er seine Sprache radikal verflachte, ähnlich den Praktiken des Sŏn-Buddhismus.

## Arbeiten

### Koreanisch

#### Gedichtsammlung
- 상심하는 접목 Der sich grämende Propfen (1959)
- 심상의 밝은 그림자 Der helle Schatten der Vorstellung (1962)
- 오전의 투망 Das Wurfnetz vom Vormittag (1965)
- 학의 추락 Der Sturz des Kranichs (1971)
- 갈등 Konflikt (1973)
- 한겨울 산책 Spaziergang im Winter (1976)
- 언어로 만든 새 Der Vogel, der aus Sprache gemacht ist (1979)
- 바로 설 때 팽이는 운다 Der Kreisel weint beim Gerade-Stehen (1982)
- 천상의 꽃 Himmelsblumen (1985)
- 말의 사막에서 In der Wüste der Worte (1989)
- 곧이곧대로 Tatsächlich (1993)
- 대낮의 등불 Mittagslicht (1996)
- 앓는 사내 Der erkrankte Mann (1998)
- 놓친 굴렁쇠 Der entwischte Reifen (2001)

#### Gemeinschaftliche Gedichtsammlungen
- 전쟁과 음악과 희망과 Krieg und Musik und Hoffnung und.. mit Kim Chong-sam und Chŏn Pong-gŏn (1957)
- 본적지 Heimat mit Mun Tŏk-su und Kim Chong-sam (1968)

#### Gedicht-Anthologien
- 소용돌이 Spirale (1985)
- 멍청한 사내 Der zerstreute Mann (1988)
- 들창코에 꽃향기가 Blumenduft in der Stupsnase (1991)

## Auszeichnungen
- 2009 – 제10회 청마문학상 (Ch'ŏngma Literaturpreis)
- 1999 – 대한민국 보관문화훈장 (Orden der Republik Korea für Verdienste um den Erhalt von Kultur)
- 1985 – 대한민국 문학상 (Literaturpreis der Republik Korea)
- 1973 – 5회 한국시인협회상 (Preis der Koreanischen Dichtervereinigung)